# Elena Somarè
Elena Somarè (Milano, 17 maggio 1974) è una fotografa, musicista e videomaker italiana.

## Biografia
Si diploma in fotografia all'Istituto europeo di design (IED) ed inizia a lavorare come fotografa di scena sui set cinematografici.
È allieva di Alfa Castaldi con il quale si specializza al Superstudio di Milano. 
Cresce in un contesto artistico: il padre Sandro Somarè è un pittore milanese attivo a partire dagli anni '50. Il nonno, Enrico Somarè, è un poeta e scrittore che dirige la rivista di critica d’arte e letteratura L’Esame. La nonna, Teresa Tallone, amica di Sibilla Aleramo, è figlia del pittore Cesare Tallone. La madre, Luciana Momigliano, nipote dello storico della letteratura Attilio Momigliano e allieva di Giuseppe Capogrossi, accoglie il mondo artistico nella sua casa romana.
Nel 2007 inizia un'attività concertistica come fischiatrice melodica

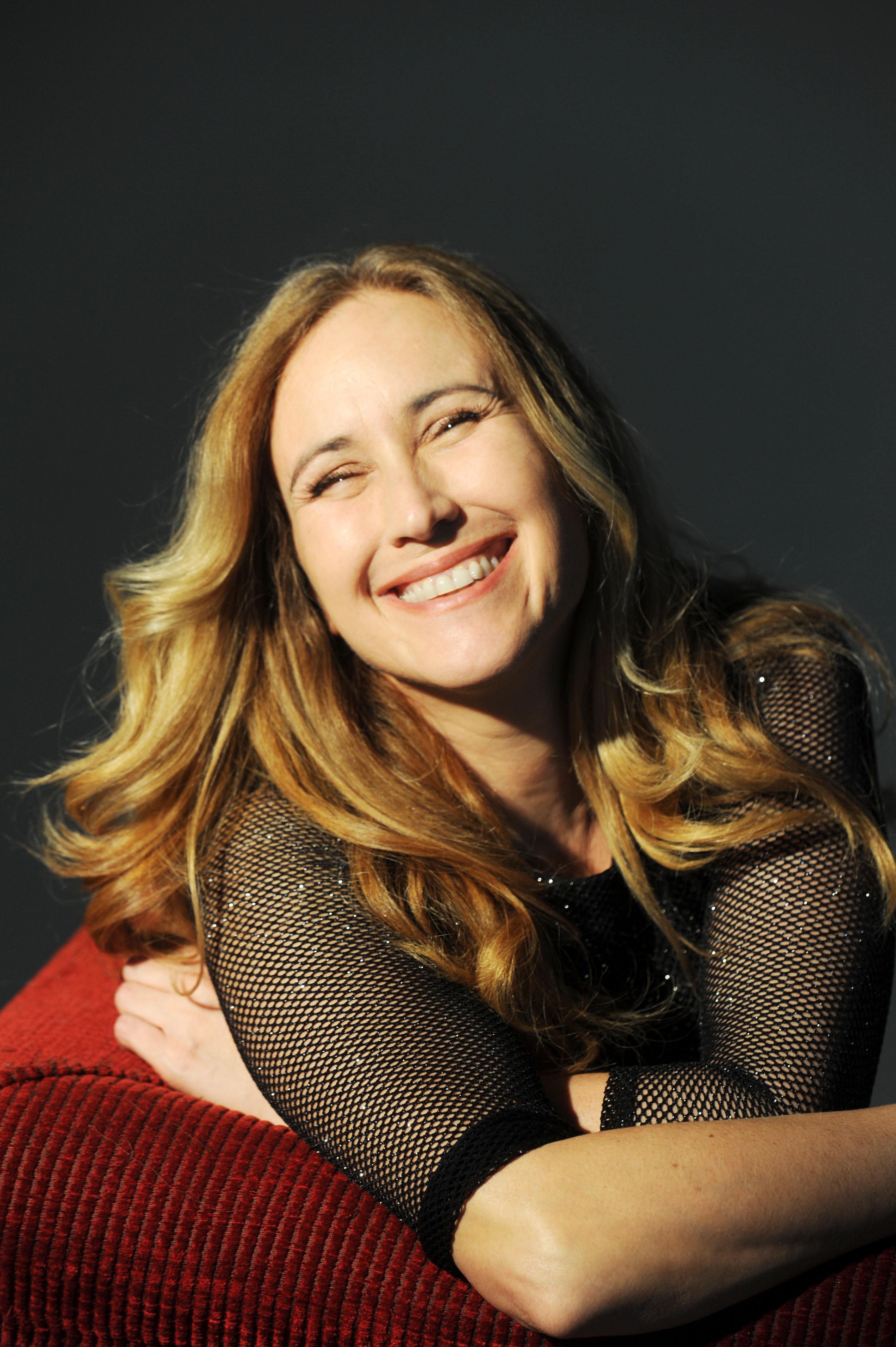

Dal 2007 inizia a dedicarsi alla musica per fischio melodico iniziando la sua attività concertistica dopo aver studiato per due anni armonia e ritmica con il maestro Lincoln Almada. Dal 2007 al 2011 collabora con l’orchestra di Massimo Nunzi esibendosi al Teatro Sistina, all’Auditorium Parco della Musica, al Teatro Ambra Jovinelli e al Teatro Tor Bella Monaca, e poi a Milano, al Piccolo Teatro, accompagnata da Enrico Intra al pianoforte. Nel 2011 incide il suo primo CD, colonna sonora della Mostra multimediale Il Fischio Magico alla Casina di Raffaello di Roma.
Nell’aprile 2016 esce il suo secondo disco, Incanto, distribuito da Audioglobe e dedicato alla melodia napoletana dal 1500 ad oggi. Il progetto si avvale della direzione artistica di Lincoln Almada e di collaboratori quali il clavicembalista Guido Morini,  il percussionista Arnaldo Vacca, l’arpista Sara Simari, il violoncellista Sandro Meo, la violinista Rossella Croce. A luglio 2016, al Festival dei Due Mondi di Spoleto, esegue i brani di Incanto accompagnata dall’arpista Lincoln Almada, nello spettacolo Volario, con voce recitante di Iaia Forte.
Nell'aprile del 2018 esce il suo secondo disco "Aliento" distribuito da Audioglobe e dedicato alla musica sudamericana.
Dal 2019 inizia la collaborazione con il compositore chitarrista svedese Mats Hedberg
A Marzo 2020  l'emittente televisiva Classica HD della piattaforma SKY manda in onda il documentario "Questa è la mia voce" su un suo concerto.
A Dicembre 2022  sempre l'emittente televisiva Classica HD manda in onda il documentario concerto "Suono Proibito" in quartetto con Mats Hedberg alla chitarra, Lincoln Almada all'arpa paraguaiana e percussioni e Gianluca Massetti alle Tastiere. 
Nel dicembre 2024  sempre l'emittente Classica HD del gruppo Sky mansa in onda un suo concerto nel Parco del Colosseo di Roma, sul colle Palatino, alle Ucceliere Farnesiane con Mats Hedberg alla chitarra ed il percussionista Giovanni Imparato

## Album CD LP & Streaming
- Official Bandcamp Sito album e vendita CD LP Mp3
- Official YouTube Channel
- Official Web Site
- 2024 Elena Somare´-  Sacro e Profano 17 Maggio -  ELMA 001 LP,CD e in Streaming
- 2024 Elena Somare´& Mats Hedberg - Whistling Classics - Aulicusclassics - ALC0120 - in CD e Streaming
- 2021 Elena Somare´ - Respiro - AudioGlobe - Cd & Streaming
- 2018 Elena Somare´- Aliento - AudioGlobe - Cd & Streaming
- 2016 Elena Somare´- Incanto - AudioGlobe - Cd & Streaming

## Fotografia
Nel 1992, a Roma, apre lo Studio 33 e si dedica prevalentemente a ritratto e reportage, lavorando per riviste come L'Europeo, Epoca, Panorama, Grazia, Amica, Gioia, TV Sorrisi e Canzoni.
Fotografa icone pop, come Moana Pozzi, Spike Lee o George Clooney, e artisti di fama internazionale, come Merce Cunningham, George Segal e Ennio Morricone.
Invia reportage da molti paesi, come la Mongolia o la Cina, ma anche da campi profughi della Macedonia durante la guerra in Kosovo, dove, seguendo il medico clown Patch Adams, documenta il dramma dei bambini nei campi profughi.
Dal 2003 inizia a realizzare foto d'arte e, dopo alcune mostre collettive, fa la sua prima personale alla Galleria Giulia di Roma, con la presentazione in catalogo del poeta Valentino Zeichen. Seguiranno altre esposizioni, tra cui Memory, a Stoccolma, nel maggio 2006, alla Galleri Eklund and Wallmark, con presentazione di Laura Cherubini, docente di storia dell’arte contemporanea all'Accademia di Brera. Nel 2011, Il fischio magico, mostra multimediale al Museo della Casina di Raffaello, curata dal critico Marco Ancora per il Comune di Roma.

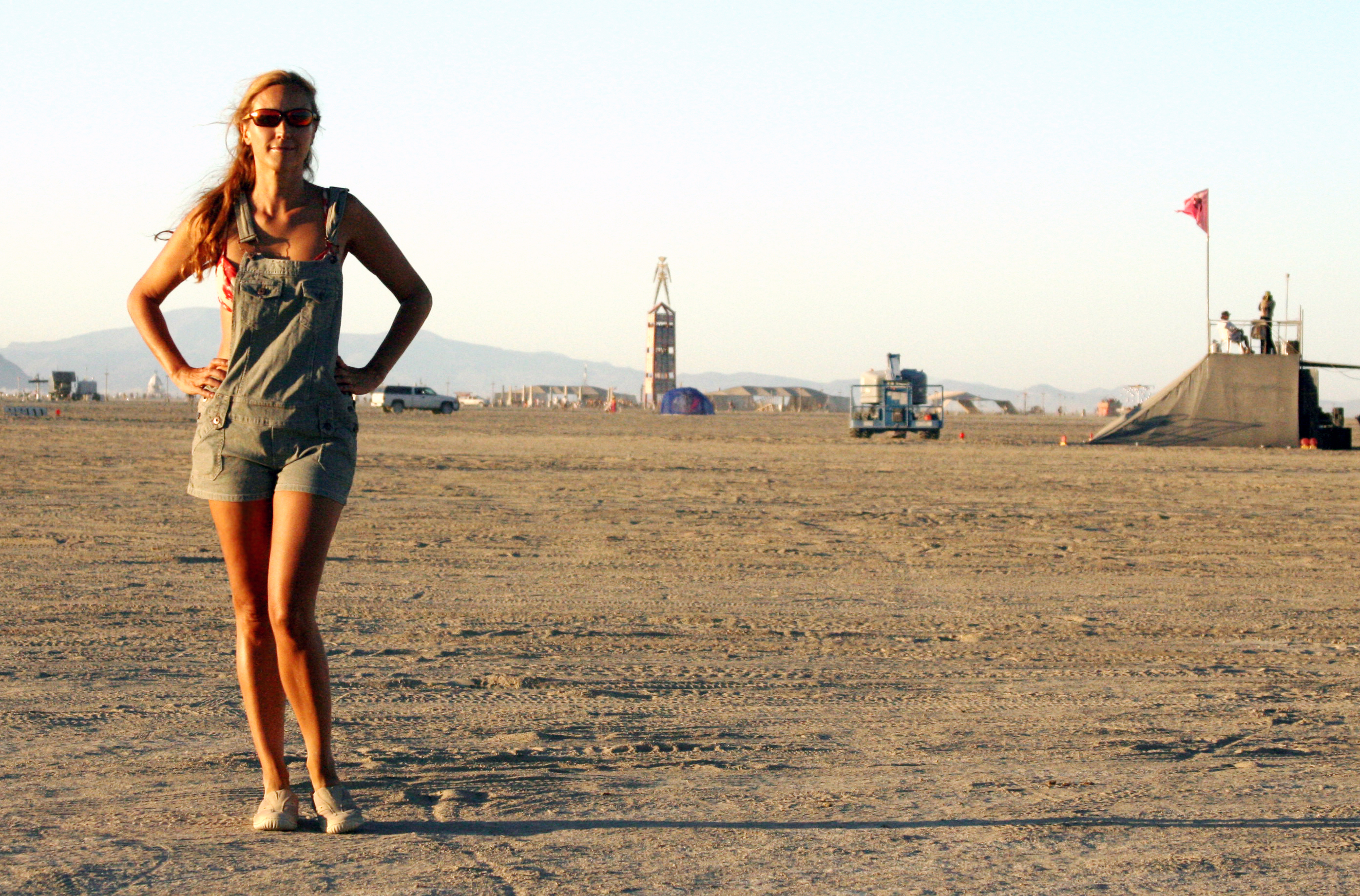
Elena Somarè

## Videomaking
La sua prima esperienza video è come direttore della fotografia e operatore nel film film-documentario di Claudio Lazzaro Nazirock - Come sdoganare la svastica e i saluti romani.
In seguito realizza per l’editore Laterza una storia del Jazz che esce insieme al libro di Massimo Nunzi Jazz Istruzioni per uso 

Nel 2009 il Gruppo Editoriale L'Espresso le commissiona 12 documentari, con testi di Massimo Nunzi, che usciranno allegati al settimanale L'Espresso con il titolo La Grande Storia del Jazz. I documentari, in seguito, saranno trasmessi da Classica HD di Sky e Rai 5.

## Mostre fotografiche
- 2003 Galleria Giulia di Roma
- 2006 Galleri Eklund and Wallmark di Stoccolma con presentazione in catalogo di Laura Cherubini, docente di storia dell’arte contemporanea alla Accademia di Brera[7]
- 2006 Cup of tea Creative Space, fotografie per il catalogo del musical Squali di Alberto Luca Recchi
- 2009 Wallmark Galleri di Stoccolma, presentazione in catalogo di Marco Ancora[8]
- 2009 Museo del Frontone di Talmone, con il patrocinio del comune di Orbetello
- 2010 Teatro Nazionale di Podgorica, patrocinata dall’ambasciata d’Italia in Montenegro[9]
- 2011 Mostra antologica multimediale al Museo della Casina di Raffaello, realizzata da Zetema, con il patrocinio del Comune di Roma[10]
- 2011 Ministero dei Beni Culturali, sala della Crociera,  in occasione della Settimana della Cultura
- 2012 B12 Gallery di Ibiza
- 2013 Galleria Zanuso di Milano[11]

## Concert
- Dal 2007 al 2012 con l’orchestra di Massimo Nunzi al Teatro Sistina[12], all’Auditorium Parco della Musica[13], al Teatro Ambra Jovinelli[14], al Teatro Tor Bella Monaca[15] e al Piccolo Teatro con Enrico Intra al pianoforte
- 2011 Rai International[16]
- Il fischio magico, mostra multimediale al Museo della Casina di Raffaello
- Sala della Crociera al Ministero dei Beni Culturali
- 2012 sala del Consiglio di Palazzo Mezzabarba, sede del Comune di Pavia[17]
- 2011 e 2013 inaugura il Festival del Libro di Capalbio
- 2013 Viterbo, concerti della associazione Jesce Sole[18]
- 2012 Barcellona, Reial Cercle Artistique con il chitarrista Miguel Aranja
- 2016 Festival dei Due Mondi nello spettacolo Volario di Maddalena Maggi[19] Uscita del suo primo disco "Incanto"
- 2017 Teatro India di Roma spettacolo teatrale "Marionette" di Riccardo Caporossi,  Conferenza sul fischio melodico a TED_X di Lake Como, Concerto alla Ambasciata d'Italia di Seoul (Corea del Sud) con Gianluca Massetti al pianoforte
- 2017 Festival della Voce di Capri, Festival dell'Arpa di Viggiano (accompagnata dall'arpista Lincoln Almada), Tri-Bowl jazz festival di Incheon (Corea del Sud) con Gianluca Massetti al pianoforte, Festival "il suono della Parola" alla Fondazione Pietà dei Turchini a Napoli
- 2017 Uscita del breve making of del disco Incanto sul canale televisivo di SKY  "Classica"
- 2018 Uscita del secondo disco "Aliento", presentazione alla Casa Italiana della New York University (New York USA), Concerto alla Ambasciata d'Italia Palazzo Metternich di Vienna
- 2019 Documentario sul sito Freeda, Concerto al teatro Off Off di Roma, Concerto alla sede della università Sorbonne di Abu Dhabi per l'Europe Day organizzato dalla ambasciata UE
- 2019 Concerto alla Ambasciata di Italia a Nuova Delhi
- 2020 Documentario "questa è la mia voce" su Classica HD della piattaforma SKY
- 2021 Concerto "la voce del vento" Montecarlo Théatre dés Variétes
- 2021 album "Respiro"
- 2022 Documentario "il suono proibito" su Classica HD della piattaforma SKY
- 2022 Concerto Ambasciata d'Italia a Tel Aviv con ospite il flautista Andrea Griminelli
- 2024 Concerto al Parco del Colosseo di Roma con Mats Hedberg alla chitarra  e GiovannI Imparato alle percussioni.
- 2024 Concerto Theatre des muses Montecarlo Monaco
- 2025 Lecture and Concerto John Cabot University Rome Italy
- 2025 Stagione di Concerti "Rara Avis Exerience" alla Cappella Orsini d Roma